# قافلة

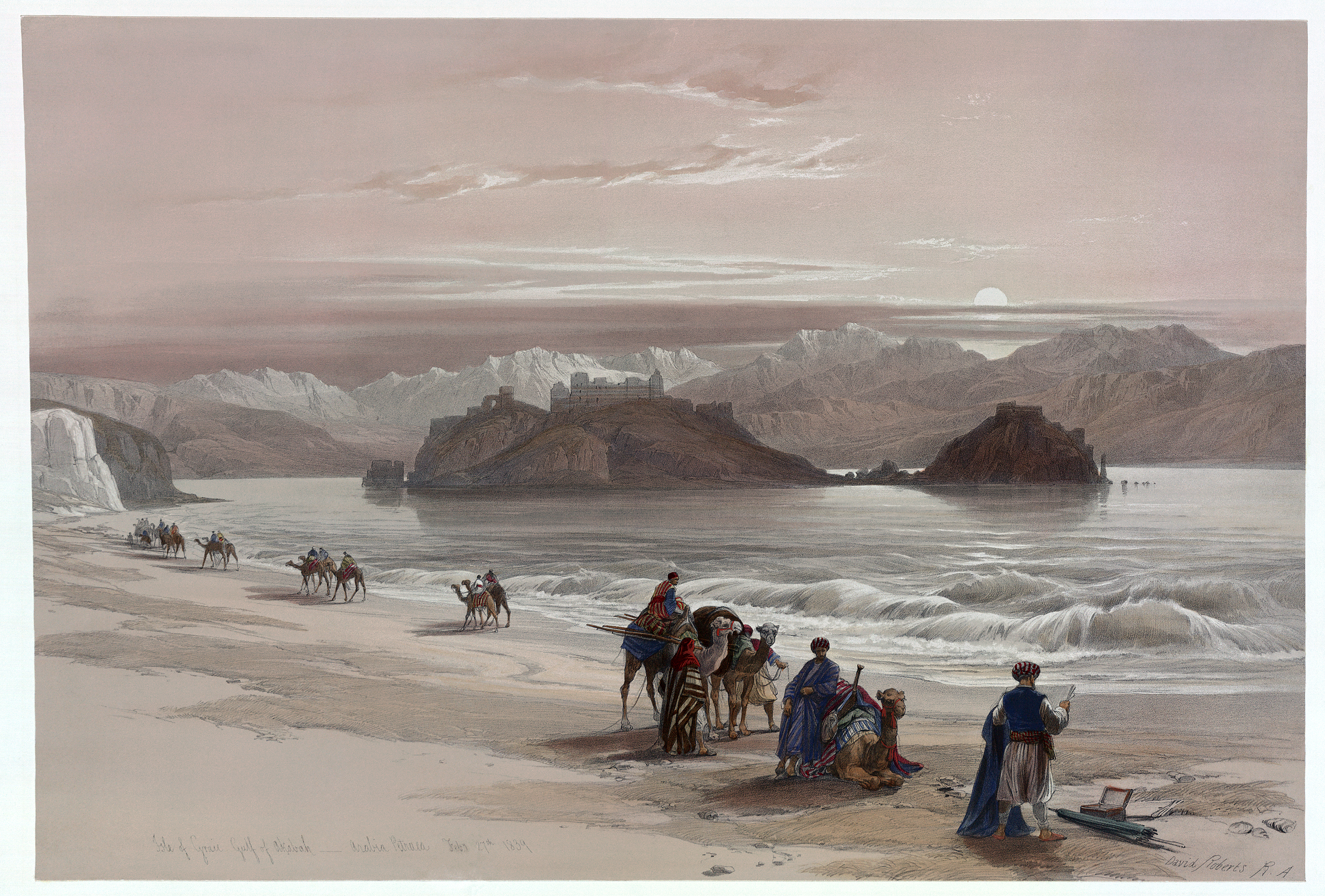
لوحة فنيَّة لِقافلة تسير مُقابل جزيرة فرعون التي تقع في قمَّة خليج العقبة وعليها قلعة صلاح الدين عام 1839م.

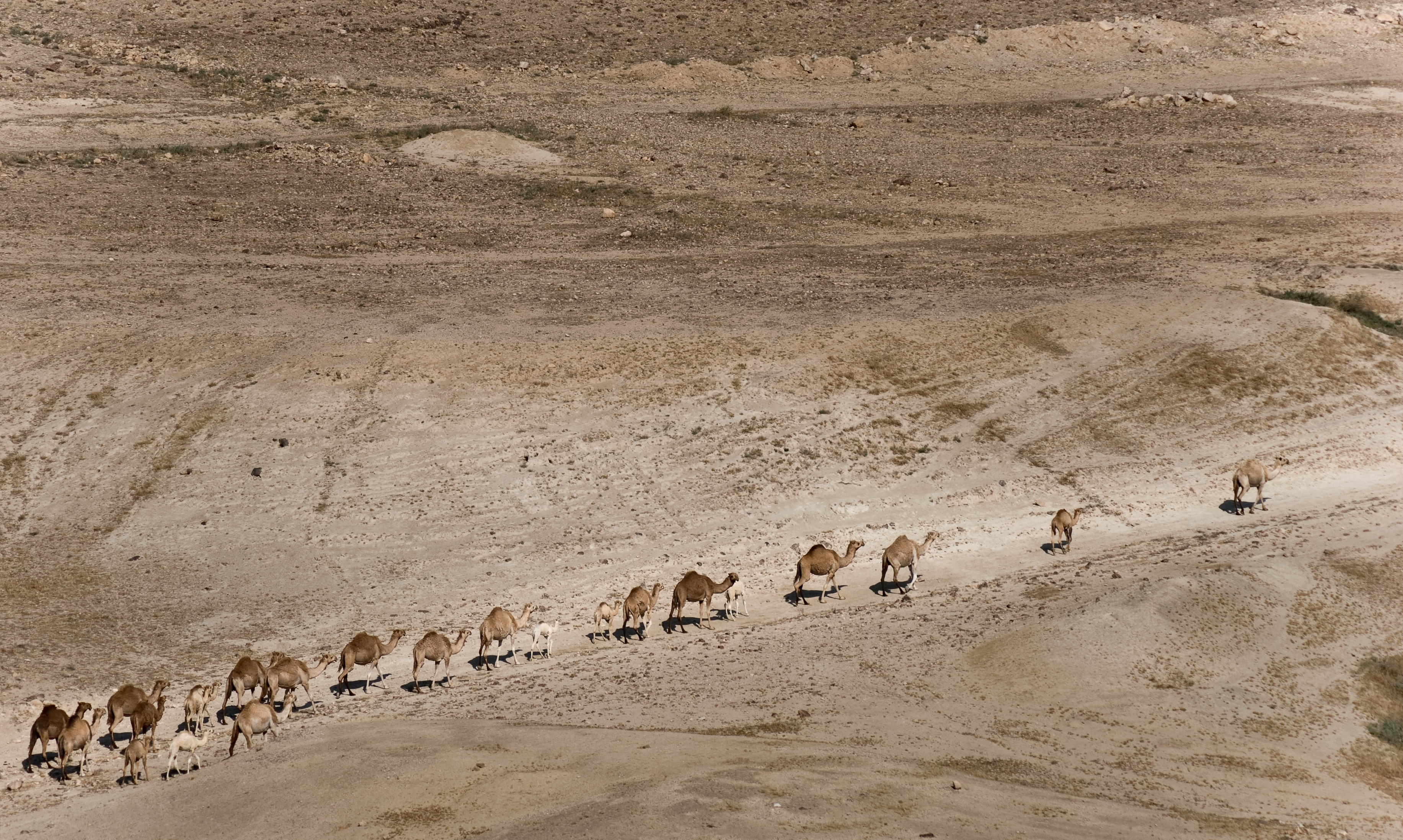
قافلة جمال في وادي الأردن.

القافلة عبارة عن مجموعة من الناس يسافرون معاً، وغالباً ما يكون ذلك بغرض التجارة. وقد استخدمت القوافل بشكل رئيسي في المناطق الصحراوية وفي طريق الحرير، وذلك لوفورات حجم التجارة، بالإضافة إلى أنها تساعد في التصدي لقطاع الطرق.

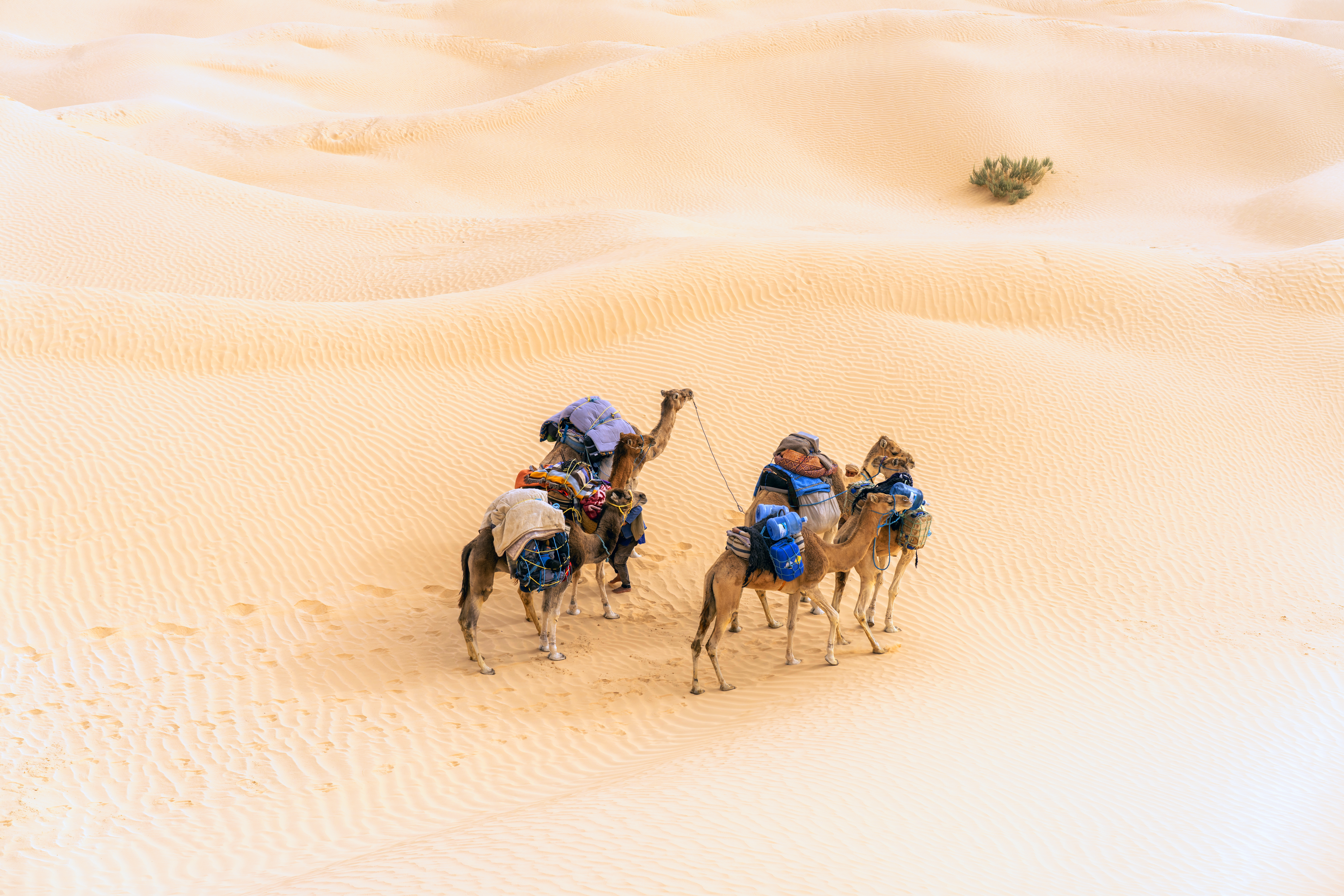
قافلة في مدينة تونس في الجنوب التونسي